# Martín Ramírez
Pour les articles homonymes, voir Ramirez.
Ramírez  Ramírez est un nom espagnol. Le premier nom de famille, en général paternel, est Ramírez ; le second, en général maternel, souvent omis, est Ramírez.
Martín Alonso Ramírez Ramírez, né le 8 novembre 1960  à Bogota (département de Cundinamarca), est un coureur cycliste colombien des années 1980 et 1990. Surnommé « el negro », il fut professionnel entre 1984 et 1990.
En Europe, il est surtout connu pour sa victoire dans le Critérium du Dauphiné libéré, après avoir battu Bernard Hinault et Greg LeMond alors que c'était sa première course sur ce continent.

## Équipes
- Amateurs :
  - 1984 :  Leche La Gran Vía (Clásico RCN[1] et Tour de Colombie[2]) et  Colombie - Piles Varta (Dauphiné Libéré)
- Professionnelles[3] :
  - 1984 :  Système U
  - 1985 :  Piles Varta - Café de Colombia - Mavic
  - 1986 :  Fagor
  - 1987 :  Piles Varta - Café de Colombia
  - 1988 :  Café de Colombia
  - 1989 :  Café de Colombia - Mavic
  - 1990 :  Pony Malta - Avianca

## Palmarès
- Dauphiné Libéré
  - Vainqueur du classement général en 1984.
- Tour de l'Avenir
  - Vainqueur du classement général et 1 victoire d'étape en 1985.
- Tour de Colombie
  - 1 victoire d'étape en 1982[4].
- Clásico RCN
  - 3 victoires d'étape en 1983, 1984[1] et 1990[5].

## Résultats sur lesgrands tours

### Tour de France
5 participations.
- 1984: abandon lors de la 14e étape
- 1986: 42e du classement général
- 1987: 13e du classement général
- 1988: non partant au matin de la 21e étape
- 1989: abandon lors de la 9e étape

### Tour d'Espagne
5 participations.
- 1985: 23e du classement général
- 1987: 18e du classement général
- 1988: 16e du classement général
- 1989: 12e du classement général
- 1990: 45e du classement général

### Tour d'Italie
1 participation.
- 1986: Non partant au matin de la 12e étape

## Résultats sur les championnats

### Championnats du monde professionnels
1 participation.
- Giavera del Montello 1985 : 38e au classement final[7].